# Thermopolium

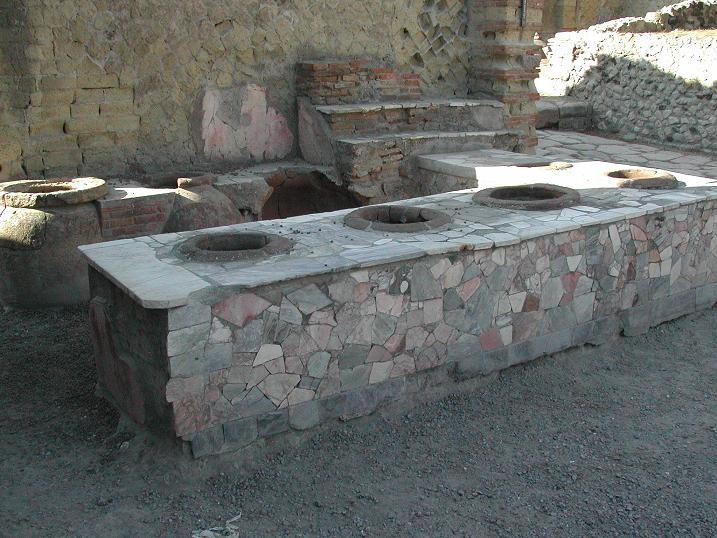
Thermopolium negli scavi di Ercolano

Il thermopolium (derivato dal greco θερμοπώλιον e chiamato termopolio in italiano, formato dalle parole thermòs, "caldo", e pōlèō, "vendo") era un luogo di ristoro in uso nell'antica Roma, dove era possibile acquistare e consumare bevande calde e a volte anche cibo pronto per il consumo.

## Descrizione
Era costituito da un locale di piccole dimensioni con un bancone nel quale erano incassate grosse anfore di terracotta, chiamate dolii o dolia, atte a contenere le vivande. Aveva probabilmente una funzione simile ai moderni bar.

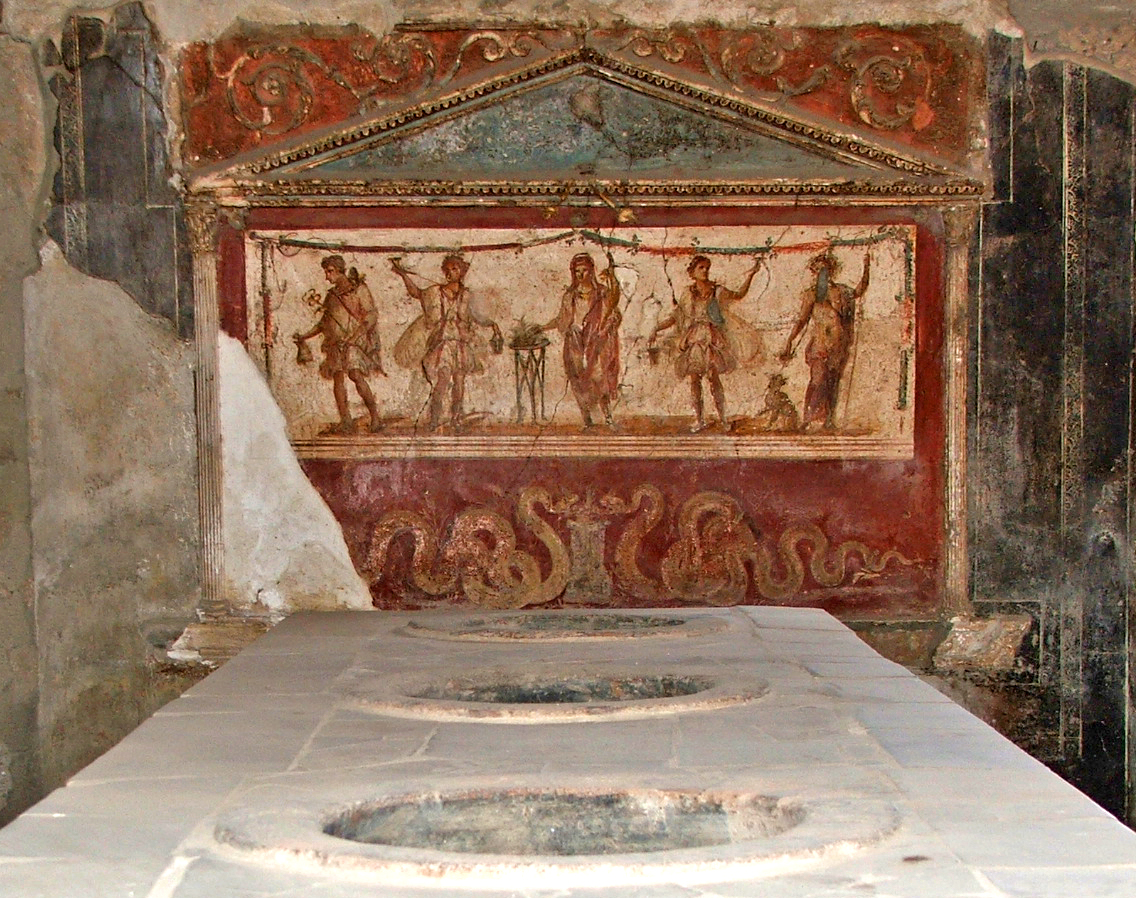
Un thermopolium negli scavi di Pompei

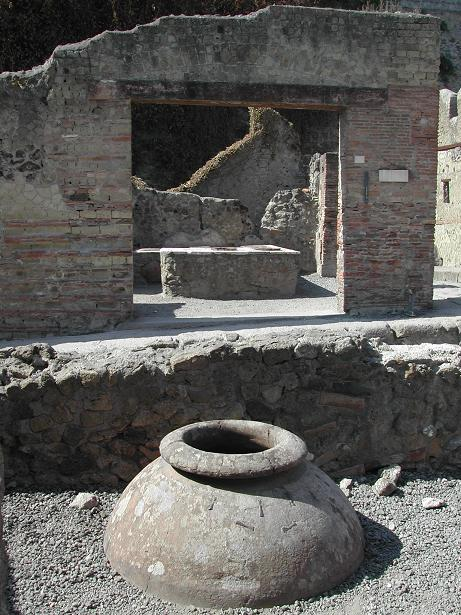
Thermopolium negli scavi di Ercolano

Ne sono conservati resti negli scavi archeologici di Pompei, Ercolano e Ostia antica.

## Thermopoliafamosi
Thermopolium di Asellina
Il termopolio di Asellina (dal nome della proprietaria) è uno dei termopoli più completi scoperti a Pompei e si trova nella Regio IX. Al momento del ritrovamento sono stati scoperti vari bicchieri e coppe sul banco del locale, delle anfore da vino e una piccola caldaia che conteneva ancora dell'acqua all'interno. Il locale possedeva un piano di sopra con delle stanze adibite agli appuntamenti.
Thermopolium della Regio V
Tra il 2018 e il 2020 venne rinvenuto un termopolio intatto nella Regio V di Pompei. Oltre a degli affreschi raffiguranti il cibo che si vendeva, è stato scoperto anche un affresco raffigurante un cane con un collare. Nel luogo venne rinvenuto anche lo scheletro di un cane adulto e dentro i recipienti di terracotta, otto dolia, erano ancora presenti dei resti di cibo.
Questo particolare termopolio era un locale al chiuso e dunque non era adibito alla vendita di cibo per strada.
Thermopolium di Lucius Vetutius Placidus
È famoso per il larario affrescato e perché risulta uno tra i termopoli meglio conservati. Si trova a Pompei e appartenne a Lucius Vetutius Placidus. È costituito da un ingresso indipendente che poi dà l'accesso alla casa del barista, dove si erge un triclinio decorato.
Thermopolium di Via di Diana
Il thermopolio, che ha dato il nome all'omonima insula (I, II, 5), si trova sulla via di Diana nella regio I dell'antica Ostia, è noto per l'ottimo stato di conservazione degli affreschi e per il bancone marmoreo, su cui era presente un'iscrizione riferita al senatore Gaio Fulvio Plauziano, suocero di Caracalla.